# Jakob Schöller
Jakob Maximilian Schöller (* 9. Dezember 2005) ist ein österreichischer Fußballspieler.

## Karriere

### Verein
Schöller begann seine Karriere beim FC Admira Wacker Mödling. Bei der Admira durchlief er ab der Saison 2019/20 auch sämtliche Altersstufen in der Akademie. Im Juli 2022 debütierte er im ÖFB-Cup gegen den Fünftligisten SVg Purgstall für die Profis der Niederösterreicher. Im selben Monat gab er dann auch sein Debüt in der 2. Liga, als er am zweiten Spieltag der Saison 2022/23 gegen den Grazer AK in der Startelf stand.
Anschließend erhielt Schöller Ende August 2022 bei der Admira einen neuen langfristigen Vertrag. Über die Vertragsdauer wurden jedoch keine Angaben gemacht. Insgesamt kam er in zwei Jahren zu 35 Zweitligaeinsätzen für die Admira.
Zur Saison 2024/25 wechselte Schöller zum Bundesligisten SK Rapid Wien, bei dem er einen bis 2028 laufenden Vertrag erhielt.

### Nationalmannschaft
Schöller debütierte im September 2021 gegen Dänemark im österreichischen U-17-Team. Im November 2022 spielte er gegen Nordirland erstmals für die U-18-Auswahl.